# 忙怀遗址
云县忙怀遗址、忙怀遗址，位于中华人民共和国云南省云县忙怀彝族布朗族乡忙怀村，澜沧江与顺甸河交汇处的东山坡江边台地上，是滇西南地区新石器时代遗址。

## 特点
1973年12月发现，进行过试掘。1974年，云南省博物馆文物工作队对此进行挖掘，出土遗物以石器为主，其次为陶器。石器140余件出土，均为天然砾石直接打制下来的石片，再经过两侧修理敲出缺口而成。器型简单，以有肩石斧为主，此外还有网坠、印模等。石斧为有肩靴形、有肩钺形和长条形三种。陶器质地均为夹砂，有夹砂灰褐陶及夹砂红褐陶等，器型有罐、钵及圜底器等。纹饰以划纹为多，此外还有绳纹、剔刺纹、附加堆纹、乳钉纹等。